# Bradespar
Bradespar S.A. est un conglomérat brésilien faisant partie de l'indice Bovespa. L'entreprise possède entre autres des intérêts dans l'industrie chimique, le ciment, les mines et le secteur de l'électricité.

## Historique
En 2000, la banque Bradesco souhaite vendre une partie de ses actifs dans des sociétés industrielles brésiliennes pour se recentrer sur son cœur de métier. Elle effectue un "spin-off" en créant et introduisant en bourse Bradespar.

## Investissements
En mai 2005, la société était investie dans la société minière Companhia Vale font Rio Doce, et dans CPFL Energia, l’un des principaux producteurs et distributeurs d’électricité du Brésil.